# Колыбель Ньютона

Колыбель Ньютона

Колыбе́ль Ньютона (маятник Ньютона) — названная в честь Исаака Ньютона механическая система, предназначенная для демонстрации преобразования энергии различных видов друг в друга: кинетической в потенциальную и наоборот. В отсутствие противодействующих сил (трения) система могла бы действовать вечно, но в реальности это недостижимо.

## Изобретение

При отклонениях различного количества шариков

Современное, широко используемое ныне название этой остроумной системы, иллюстрирующей законы сохранения импульса и сохранения энергии, — «колыбель Ньютона» (англ. Newton’s cradle) — придумал, как утверждается в некоторых источниках, английский актёр Саймон Преббл в 1967 году для деревянной модели, выпускаемой компанией Scientific Demonstrations Ltd.
При отклонении и последующем возврате к изначальному положению первого шарика данной системы его энергия и импульс передадутся без изменения через три средних шарика последнему, который приобретёт ту же скорость и поднимется на ту же высоту. Он, в свою очередь, передаст импульс и энергию по цепочке снова первому шарику. Крайние маятники будут колебаться, а промежуточные — оставаться неподвижными. Из-за потерь механической энергии вследствие работы сил трения и упругости колебания маятников затухают, так как в реальных механических системах всегда действуют диссипативные силы.
Чтобы найти скорости шаров после упругого столкновения, надо записать уравнение закона сохранения импульса для такой системы и уравнение закона сохранения энергии, а затем решить полученную систему уравнений. Результат известен: движущийся шар останавливается, а покоящийся приобретает скорость первого.
В «колыбели Ньютона» первый шарик передаёт импульс второму шарику и останавливается. Второй шарик получает импульс потенциальной энергии от первого, но из-за невозможности преобразования потенциальной энергии в кинетическую импульс переходит от второго маятника далее — в третий, четвертый, пятый. Последний шарик не имеет перед собой объекта, которому мог бы передать свой импульс, поэтому свободно движется, поднимаясь на высоту, чуть меньшую той, с которой двигался первый шарик, затем возвращается — и всё повторяется в обратном направлении.

## Изготовление
«Колыбель Ньютона» можно изготовить самостоятельно. Шарики надо подвешивать на двух нитях, расположенных под углом друг к другу, так, чтобы плоскость колебаний шариков сохранялась постоянной, и удары были центральными.

## В мире
Самая большая «колыбель Ньютона» в мире находится в г. Каламазу (штат Мичиган, США). В ней 16 боулинг-шаров массой 6,8 кг каждый, подвешенных на нитях длиной 6,1 м на высоте 1 м от пола.

## Варианты

### Квантовый
При помощи интерферирующих лазерных лучей создаются тысячи «трубок»-ловушек. В каждую трубку, созданную лазерным лучом, помещаются приблизительно 150 атомов (в трубке они могут двигаться только в одном измерении). Затем атомы лазером же охлаждаются до миллиардных долей кельвина. После этого лазером половине атомов придаётся один импульс, другой половине — противоположный. В результате получается вариант, когда даже после 10 000 столкновений каждый атом колеблется с исходной амплитудой.

## В играх
Существует игра-симулятор колыбели Ньютона — Desktop Pendulum от office.com.